# Edmond Defonte
Edmond Alphonse Defonte, né le 9 mai 1862 dans le 1er arrondissement de Paris et mort le 4 octobre 1948 à Fontenay-aux-Roses, est un peintre français.

## Biographie
Edmond Defonte est élève de Joseph Blanc, Diogène Maillart, Émile Renard, Ulysse Butin et Hector Hanoteau. Professeur de dessin au lycée Saint-Louis à Paris, on lui doit des portraits, des scènes de genre et des paysages qu'il expose au Salon des artistes français, au Salon des indépendants et au Salon d'hiver de 1889 à 1938.
Il repose au cimetière de Fontenay-aux-Roses.

## Œuvres
- Gare la douche, 1899.
- La Balançoire, Doullens, Musée Lombart.
- Le Petit bain, 1894.
- Âmes d’enfants, 1901.
- La Leçon de géographie, 1927.